# Щелаковский, Алексей Варфоломеевич
Алексей Варфоломеевич Щелаковский (25 февраля 1899 — 12 июня 1959) — советский военный деятель, генерал-лейтенант (1945).

## Биография
Родился в станице Вешенской Донецкого округа области Войска Донского в семье безземельного крестьянина, иногороднего портного, занимавшегося мелкой торговлей.
В 1915 году окончил двухклассное училище, работал учеником телеграфиста, выдержал экзамен на линейного надсмотрщика и получил назначение в станицу Багаевскую надсмотрщиком. С ноября 1917 года добровольно участвовал в вооружённом восстании в Ростове-на-Дону. В 1918 году белоказаками карательного отряда генерала П. Х. Попова был арестован и направлен в Новочеркасскую тюрьму, там был судим за добровольную службу в пользу Советской власти, за «шпионаж в пользу красных» и приговорён к смертной казни. Впоследствии смертную казнь заменили двадцатилетним содержанием в тюрьме. Но в декабре 1919 года был освобождён частями Красной Армии.
С конца 1919 года Щелаковский поступил на службу в РККА, воевал в первой Конной армии, затем был направлен в Узбекскую бригаду, приведённую М. В. Фрунзе на Южный фронт. Принимал участие в ликвидации сил Махно и Тютюнника. В 1920 году вступил в ВКП(б).
После Гражданской войны Щелаковский продолжил службу в рядах РККА на политической работе и командных должностях в Рабоче-Крестьянской Красной Армии, был секретарем партбюро 39-го полка 7-й Самарской кавалерийской дивизии, которым в то время командовал Георгий Жуков. Перед началом войны — член Военного Совета Харьковского военного округа.
В годы Великой Отечественной войны, военный комиссар: 2-го кавалерийского корпуса (25.08.1941—26.11.1941); 1-го гвардейского кавалерийского корпуса (26.11.1941—09.10.1942), член Военного Совета 3-й резервной армии Брянского фронта (09.10.1942—04.02.1943), член Военного Совета 69-й армии (04.02.1943—28.06.1945).
После войны, с 1947 года по 1959 год военный комиссар Харьковской области.
Делегат XVIII съезда ВКП(б), XIX и XX съездов КПСС.
Умер в 1959 году, похоронен в Харькове.

## Воинские звания
- бригадный комиссар (24.10.1937)
- генерал-майор (06.12.1942)
- генерал-лейтенант (11.07.1945)

## Награды
СССР
- два ордена Ленина (21.02.1945[2], 29.05.1945[3])
- четыре ордена Красного Знамени (12.11.1941[4], 27.08.1943[5], 03.11.1944[2], 15.11.1950[2])
- Орден Кутузова I степени (06.04.1945)[6]
- Орден Богдана Хмельницкого I степени (23.08.1944)[7]
- Орден Красной Звезды (11.1936)[6]
- Медали:
- Юбилейная медаль «XX лет Рабоче-Крестьянской Красной Армии» (1938)[6]
- Медаль «За оборону Москвы» (04.09.1944)[8]
- Медаль «За Победу над Германией в Великой Отечественной войне 1941—1945 гг.» (04.09.1944)
- Медаль «За взятие Берлина» (1945)
- Медаль «За освобождение Варшавы» (1945)

Других государств
- Кавалер рыцарского ордена «Виртути Милитари» (ПНР)
- Орден «Крест Грюнвальда» II степени (ПНР)
- Медаль «За Варшаву 1939—1945» (ПНР)
- Медаль «За Одру, Нису и Балтику» (ПНР)
- Медаль «Победы и Свободы» (ПНР)

## Память
- По решению Вёшенского сельского совета одна из улиц станицы Вёшенская была названа в честь генерала Щелаковского.
- В школьном музее станицы Вёшенская организован стенд, посвящённый Щелаковскому.
- Писатель Владимир Успенский в своей документальной повести «Глубокий рейд» ярко осветил боевые действия кавалерийского корпуса Белова в тылу противника на Смоленщине, в книге особо отмечена роль комиссара корпуса Щелаковского.